# Wargity
Wargity (niem. Wargitten) – opuszczona osada w Polsce położona w województwie warmińsko-mazurskim, w powiecie kętrzyńskim, w gminie Barciany.
W latach 1975–1998 miejscowość administracyjnie należała do województwa olsztyńskiego.
W miejscowości brak zabudowy – przestała ona istnieć w po drugiej wojnie światowej.
W literaturze spotyka się również nazwę Warglity, niem. Warglitten, prawdopodobnie błędną.